# Orsan
Orsan é uma comuna francesa na região administrativa de Occitânia, no departamento de Gard. Estende-se por uma área de 6,9 km². Em 2010 a comuna tinha 1 194 habitantes (densidade: 173 hab./km²).